# Enlil-nasir II
Enlil-nasir II (akad. Enlil-nāṣir, tłum. „Bóg Enlil jest strażnikiem/opiekunem”) – władca Asyrii, syn Aszur-rabi I, brat i następca Aszur-nadin-ahhe I; według Asyryjskiej listy królów panować miał przez 6 lat. Jego rządy datowane są na lata 1430-1425 p.n.e.
Władca bardzo słabo znany. Nie odnaleziono żadnych należących do niego inskrypcji królewskich.